# 2007 RL314
2007 RL314, também escrito como 2007 RL314, é um objeto transnetuniano que está localizado no Cinturão de Kuiper, uma região do Sistema Solar. Este corpo celeste é classificado como um provável cubewano. Ele possui uma magnitude absoluta de 6,9 e tem um diâmetro estimado com 167 km.

## Descoberta
2007 RL314 foi descoberto no dia 14 de setembro de 2007 pelos astrônomos P. A. Wiegert e A. Papadimos.

## Órbita
A órbita de 2007 RL314 tem uma excentricidade de 0,040 e possui um semieixo maior de 40,238 UA. O seu periélio leva o mesmo a uma distância de 38,635 UA em relação ao Sol e seu afélio a 41,841 UA.